# Stångören, Kyrkslätt
Stångören är en ö i Finland. Den ligger i Finska viken och i kommunen Kyrkslätt i den ekonomiska regionen  Helsingfors i landskapet Nyland, i den södra delen av landet. Ön ligger omkring 20 kilometer sydväst om Helsingfors.
Öns area är 1 hektar och dess största längd är 220 meter i nord-sydlig riktning. Närmaste större samhälle är Helsingfors, 19,3 km nordost om Stångören.